# Polymerfraktionierung
Polymere (oft auch Kunststoffe genannt) sind kettenartige Moleküle, die entweder aus der gleichen Wiederholungseinheit (Homopolymere) oder aus verschiedenen Bausteinen (Copolymere) aufgebaut sind. Abgesehen von wenigen Ausnahmen (Beispiel: Proteine) bestehen sie aus einer Mischung von Molekülen mit unterschiedlichen Kettenlängen (molaren Massen). Für Polymere werden daher gemittelte Werte als Molekülmasse angegeben. Gebräuchlich sind die zahlenmittlere (Mn), die gewichtsmittlere (Mw) und die viskositätsmittlere molare Masse (Mη). Ein Maß für die Breite der Molmassenverteilung ist die Polydispersität (PDI). Unter Polymerfraktionierung versteht man die gezielte Veränderung der Molmassenverteilung.

## Gründe für die Polymerfraktionierung

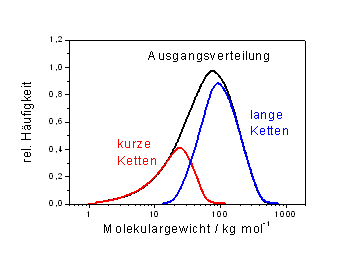
Molmassenverteilungen eines Polymeren und zweier daraus gewonnener Fraktionen

Die molare Masse von Polymeren hat entscheidenden Einfluss auf die Eigenschaften von Polymeren und bestimmt daher ihre Anwendungsmöglichkeiten. Unter anderem werden die Fließeigenschaften, die Löslichkeit, die mechanischen Eigenschaften, aber auch die Lebensdauer maßgeblich durch die molare Masse des Polymers bestimmt. Für Hochleistungspolymere, also Kunststoffe, die besondere Erfordernisse erfüllen müssen, ist dabei oft nicht nur die mittlere molare Masse, sondern auch die gesamte Molmassenverteilung entscheidend. Oft stören die nieder- und/oder die hochmolekularen Bestandteile. Beispiele für solche Hochleistungspolymere sind Novolak als Photolack, Hydroxyethylstärke (HES) als Blutplasmaexpander, Celluloseacetat als Filtermaterial und Hyaluronsäure für medizinisch/kosmetische Anwendungen. Durch eine Polymerfraktionierung lässt sich die Ausgangsverteilung gezielt verändern. Die Abbildung zeigt die Molmassenverteilungen des Ausgangsmaterials sowie zweier daraus gewonnener Fraktionen.

## Analytische Methoden
Die Polymerfraktionierung für analytische Zwecke (Maßstab: einige mg) erfolgt unter anderem mittels der Gel-Permeations-Chromatographie (GPC), Matrix Assisted Laser Desorption/Ionisation-Time Of Flight (MALDI-TOF) oder der Feld-Fluss-Fraktionierung (FFF). Diese Methoden dienen zur Bestimmung der Molmassenverteilung oder – im Fall der FFF – zur Bestimmung der Partikelgrößenverteilung von Nanopartikel.

## Präparative Methoden
Präparative Polymerfraktionierung basiert in den meisten Fällen auf chromatografische Trennmethoden (z. B. präparative GPC, P-TREF und Baker-Williams Fraktionierung) und ist daher auf die Produktion von wenigen Gramm beschränkt. Für Maßstäbe von mehreren Gramm bis hin zu kg oder Tonnen ist die Continuous Spin Fractionation geeignet. Eine Übersicht über präparative Polymerfraktionierung bietet das Buch Polymer Fractionation von F. Francuskiewicz.